# Tina Cipollari
Maria Concetta Cipollari, detta Tina (Viterbo, 14 novembre 1965), è un personaggio televisivo e opinionista italiana.

## Carriera
Ha debuttato in televisione nel 2001, in qualità di corteggiatrice e, in seguito, di "tronista" nel programma di Canale 5 Uomini e donne, condotto da Maria De Filippi; si è fatta conoscere attirando l'attenzione con il suo atteggiamento da improbabile "vamp", che definisce il suo personaggio in tutte le apparizioni televisive, caratterizzato dai capelli biondi, vestiti appariscenti e boa variopinti. A partire dal 2002, in virtù della popolarità raggiunta, ha partecipato in veste di opinionista a due edizioni di Buona Domenica con Maurizio Costanzo, rendendosi protagonista di diversi spazi del contenitore domenicale.
Nello stesso periodo è rimasta all'interno del cast di Uomini e donne, partecipando sempre in qualità di opinionista. Nel 2004 è passata in Rai per partecipare al reality show Il ristorante, condotto da Antonella Clerici, dove si è classificata al secondo posto. Negli anni 2004-2005, durante e grazie alla sua partecipazione al Il ristorante è stata spesso ospite dei talk show di Rai 1 Domenica in e La vita in diretta. Tra il 2005 ed il 2006 conduce un programma per delle televisioni locali: VipMania. Nel 2006, una volta conclusasi la sua esperienza di conduttrice, decide di allontanarsi dalla televisione per dedicarsi alla famiglia: all'epoca era già mamma di un bambino di due anni, Mattias, e incinta del secondo figlio, Francesco; nel 2007 nasce il suo terzo e ultimo figlio, Gianluca.
Torna sul piccolo schermo il 13 maggio 2008, in Mediaset, e riprende la collaborazione con Maria De Filippi, tornando ad essere opinionista fissa a Uomini e donne e a partecipare agli altri programmi prodotti dalla società Fascino. Pubblica in collaborazione con l’amico Simone Di Matteo tre romanzi, rispettivamente Strane Forme nel 2013, Miti e mitomani nel 2014 e No Maria, io esco! nel 2015.
Da settembre 2016 partecipa in qualità di concorrente, in coppia con Simone Di Matteo (formando il team degli #Spostati), alla quinta edizione del reality show Pechino Express, in onda su Rai 2 con la conduzione di Costantino della Gherardesca, arrivando in finale e classificandosi al quarto posto. Nello stesso anno è caposquadra e concorrente nella settima edizione di Ciao Darwin, in onda su Canale 5. Nell'inverno dello stesso anno prende parte nel ruolo di giudice al programma Selfie - Le cose cambiano, condotto da Simona Ventura su Canale 5. Viene confermata per lo stesso ruolo anche nella seconda edizione del programma, in onda nella primavera del 2017.
Nel 2022 pubblica il libro Piume di struzzo: storia di una donna, edito da Mondadori.

## Vita privata
Nel 2002 ha conosciuto, nell'ambito di Uomini e donne, il parrucchiere Ilio Cristian Maria Nalli, detto Kikò, con il quale si è sposata il 12 maggio 2005, e da cui ha avuto tre figli. Kikò e Tina si sono separati ufficialmente nel marzo 2018, nonostante la loro storia fosse terminata mesi prima. 
Alla fine del 2018 rende noto il suo fidanzamento con un imprenditore fiorentino, Vincenzo Ferrara, col quale si lascia pochi mesi dopo.

## Programmi televisivi
- Uomini e donne (Canale 5, 2001-2004, dal 2008-in corso) Opinionista
  - Speciale Uomini e Donne - La scelta (Canale 5, 2019) Opinionista
- Buona Domenica (Canale 5, 2002-2004) Opinionista
- Il ristorante (Rai 1, 2004-2005) Concorrente
- VipMania (televisioni locali, 2005-2006) Conduttrice
- Pechino Express (Rai 2, 2016) Concorrente
- Selfie - Le cose cambiano (Canale 5, 2016-2017) Giurata
- Celebrity Chef (Sky, 2023) Concorrente

## Discografia

### Singoli
- 2001 - Femme Fatale
- 2002 - Hawaii

## Opere
- Tina Cipollari, Strane forme, in Simone Di Matteo (a cura di), Eros e Thanatos. Terza antologia di racconti del XXI secolo, Diamond Editrice, 2013, ISBN 978-88-96650-16-5.
- Tina Cipollari, Miti e mitomani, in Simone Di Matteo (a cura di), Del giorno e della notte. IV antologia di racconti del XXI secolo, Diamond Editrice, 2014, ISBN 978-88-6810-186-2.
- Tina Cipollari e Simone Di Matteo, No Maria, io esco!, Diamond Editrice, 2015, ISBN 978-88-96650-33-2.
- Tina Cipollari, Piume di struzzo: Storia di una donna, Mondadori, 2022, ISBN 978-88-04753-08-7.